# Liste von Kirchenmuseen
Die Liste von Kirchenmuseen umfasst Kirchengebäude, die heute als Museum kirchlichen Lebens, Kunst oder Architektur dienen.
Belgien
- St. Andreas (Antwerpen)

Deutschland
- Spitalkirche (Bad Windsheim)
- Nikolaikirche (Görlitz)
- Klosterkirche St. Annen (Kamenz)
- Kirchenmuseum Kößlarn
- Kirchenmuseum Marienhafe
- Franziskanerkloster Meißen
- Kornmarktkirche, Mühlhausen
- Fachwerkkapelle aus Niederhörlen
- Schlosskirche (Saarbrücken)
- Kreuzkirche (Zittau)

Griechenland
- Agia Ekaterini (Iraklio)

Italien
- Museum von San Casciano

Niederlande
- Kreuzherrenkirche (Sint Agatha)
- Museum Ons’ Lieve Heer op Solder

Polen
- Bernhardinerkloster Breslau

Schweiz
- Kirchenmuseum Ernen

Türkei
- Hagia Sophia (Nicäa)
- Hagia Sophia (Trapezunt)
- Denkmalskirche von Kuruköprü
- Pammakaristos-Kirche, Istanbul

Ukraine
- Sophienkathedrale (Kiew)